# Dominic Keating
Pour les articles homonymes, voir Keating.
Dominic Keating est un acteur et réalisateur anglais né le 1er juillet 1962 à Leicester.

## Biographie
Fils de Lawrence Power et Patricia Keating, Dominic naît à Leicester le 1er juillet 1962. Son père est irlandais.
Keating monte pour la première fois sur scène alors qu'il fréquente l'école préparatoire Leicester Grammar School Stoneygate. Il fréquente ensuite l'école d'Uppingham où il continue d'étudier le théâtre sous la direction de Chris Richardson. Après avoir obtenu son diplôme de l'University College de Londres avec mention très bien en histoire, Keating a essayé divers emplois avant de décider de devenir acteur professionnel. Il fait partie du syndicat professionnel Equity. Comme il y avait un autre Dominic Power déjà représenté par le syndicat, il prit le nom de jeune fille de sa mère, Keating.
Keating connait le succès sur la scène britannique avant de travailler comme acteur à la télévision et au cinéma. Il a créé les rôles de Cosmo dans The Pitchfork Disney de Philip Ridley et de Bryan dans Amongst the Barbarians de Michael Wall, pour lequel Wall a remporté le premier prix du concours Mobil Playwrighting Competition. Le travail scénique de Keating au Royaume-Uni comprend la pièce solo The Christian Brothers à King's Cross, The Best Years of Your Life au Man in the Moon Theatre, Screamers au Edinburgh Playhouse Festival. À Los Angeles, il apparaît dans Alfie au Tiffany Theater.
A la télévision, Keating commence à attirer l'attention des spectateurs avec son rôle semi-régulier de Tony dans la sitcom de Desmond's crée par Trix Worrell diffusé en 1989-1994. On remarque aussi ses apparitions dans Inspector Morse et d'autres séries télévisées.
Après avoir déménagé aux États-Unis, il obtient le rôle du guerrier démoniaque Mallos dans la série de courte durée The Immortal de 2000, et joue dans la série ChromiumBlue.com de Zalman King. Il apparaît dans Buffy contre les vampires, Good Versus Evil et Special Unit 2, avant de décrocher un rôle dans le casting principal de Star Trek: Enterprise dans le rôle du lieutenant Malcolm Reed - la série a duré quatre saisons,. Depuis lors, il a eu des rôles d'invité dans les séries Las Vegas, Holby City et l'épisode Uncertainty Rules de CSI: NY.
Keating rejoint le casting de la série à succès Heroes pour sa deuxième saison, incarnant un mafieux irlandais pendant quatre épisodes. Il joue également dans trois épisodes de la série télévisée Prison Break de Fox et, en 2010, dans la série originale Sons of Anarchy de FX.
Au cinéma, Keating apparaît dans plusieurs films, dont Jungle 2 Jungle, The Hollywood Sign, The Auteur Theory, Certifiably Jonathan et Hollywood Kills. Il prête sa voix à la version animée de Beowulf de Robert Zemeckis. Lors d'une convention Star Trek à Sacramento, en Californie, le 9 septembre 2006, il annonce qu'il a été choisi pour incarner un scientifique australien dans la suite de Species, Species IV. Il joue dans Plugged de Tim Russ  en 2007 et apparaît dans le rôle du frère de Sherlock Holmes dans le film Sherlock Holmes (2010) de Rachel Goldenberg.
Keating prête sa voix à un certain nombre de personnages de jeux vidéo, notamment le personnage secondaire Mouse dans Dragon Age: Origins de BioWare (non crédité), Kormac le Templier dans le Diablo III de Blizzard Entertainment, Tirathon Saltheril dans World of Warcraft: Legion et Gremlin Prescott dans Epic Mickey et Epic Mickey : Le Retour des héros.

## Filmographie

### Comme acteur

#### Cinéma
- 1997 : Un Indien à New York : Ian
- 1998 : Folle d'elle : Chris
- 1999 : The Auteur Theory : Lewis Rugglesworth
- 2001 : Braquage à l'américaine : Steve
- 2003 : Chromiumblue.com : Owen
- 2007 : La Légende de Beowulf :  Cain

#### Télévision

##### Séries télévisées
- 1989-1993 : Desmond's (en) : Tony
- 1992 : Inspecteur Morse : Agent Murray Stone (saison 6, épisode 1)
- 1993 : Teenage Health Freak (en) : Tony St. Michael (saison 2, épisode 6)
- 1999 : Buffy contre les vampires : Blair (saison 3, épisode 12: Sans défense)
- 1999-2000 : Good Versus Evil : Sergei Draskovic (saison 2, épisode 3) / Tomek Walenski (saison 1, épisode 1)
- 2001-2005 : Star Trek: Enterprise : Lieutenant Malcolm Reed
- 2006 : Las Vegas : Anthony Demby (saison 3, épisode 12)
- 2007 : Heroes : Will (saison 2, épisodes 1, 2,3, 5)
- 2007 : Prison Break : Andrew Tyge (saison 3, épisode 5 & 6)

##### Téléfilms
- 1994 : Shake, Rattle and Rock! : Marc (non crédité)
- 2010 : Sherlock Holmes : Les Mystères de Londres : Thorpe Holmes
- 2016 : Un tueur parmi nous : Dobsyn
- 2019 : 24h pour sauver mon bébé ! (Maternal Instinct) : Sergei

sons of anarchy saisons 3 : luther

### Comme réalisateur
- 1997: The Heartbreak Cafe (série télévisée): plusieurs épisodes